# Lijst van nationale parken in Burkina Faso
Hieronder volgt een lijst van nationale parken in Burkina Faso.
Het nationaal park W ligt in drie landen en staat op de Unesco-Werelderfgoedlijst. De hieronder gegeven oppervlakte betreft alleen het deel in Burkina Faso.
Naast de nationale parken zijn er ook complete reservaten (Bontioli, Madjoari, Singou), gedeeltelijke reservaten (Arly, Nakéré, Pama, …), beschermde bossen (Boulon, Dibon, Dida, …) en één Unesco-biosfeerreservaat (Mare aux Hippopotames).
| Nationaal park                                           | Stichtingsjaar | Oppervlakte (km2) | Foto |
| -------------------------------------------------------- | -------------- | ----------------- | ---- |
| Nationaal park Arli                                      | 1954           | 760               |      |
| Nationaal park Deux Balés                                | 1967           | 810               |      |
| Nationaal park Kaboré-Tambi (vroeger: nationaal park Pô) | 1976           |                   |      |
| Nationaal park W                                         | 1992           | 2578              |      |